# فيلق الجيش الخامس (الفيرماخت)
فيلق الجيش الخامس (V. Armeekorps) كان فيلقًا في الجيش الألماني خلال الحرب العالمية الثانية.

## القادة
- االجنرال دير إينفانتيري ( General der Infanterie ) هرمان غيير ، 16 May 1935   - 30 أبريل 1939
- الجنرال دير إينفانتيري ( الجنرال دير المشاة ) ريتشارد روف، 1 مايو 1939   - 12 يناير 1942
- الجنرال دير إينفانتيري ( General der Infanterie ) Wilhelm Wetzel ، 12 يناير 1942   - 1 يوليو 1943
- الجنرال دير إينفانتيري ( General der Infanterie ) Karl Allmendinger ، 1 يوليو 1943   - 1 مايو 1944
- اللفتنانت جنرال ( Generalleutnant ) هيرمان بوهمي، 1 مايو 1944   - 4 مايو 1944
- اللفتنانت جنرال ( Generalleutnant ) فريدريش فيلهلم مولر، 4 مايو 1944   - 2 يونيو 1944
- الجنرال دير إينفانتيري ( الجنرال دير المشاة ) د. فرانز باير ، 2 يونيو 1944   - 19 يوليو 1944

## منطقة العمليات
- الجبهة الغربية - سبتمبر 1939 - مايو 1940
- فرنسا - مايو 1940 - يونيو 1941
- الجبهة الشرقية ، القطاع الجنوبي - يونيو 1941 - مايو 1944
- شبه جزيرة القرم - مايو 1944 - يوليو 1944 (دمر الجزء الأكبر في مايو 1944 ؛ تم حل الأمر في يوليو 1944) [1]
- الجبهة الشرقية - يناير 1945 - أبريل 1945 ؛ أعيد تأسيس الأمر ثم دمر في جيب هالب في أبريل 1945

## روابط خارجية
"V. Armeekorps". Lexikon der Wehrmacht. مؤرشف من الأصل في 2019-08-24. اطلع عليه بتاريخ 2011-01-21.